# 카를 아돌프 폰 바제도

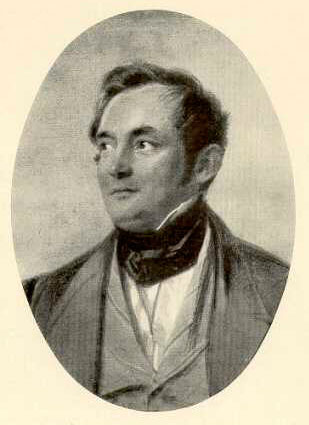

칼 아돌프 폰 바제도 (Karl Adolf von Basedow, 1799년 ~ 1854년)는 독일 데사우 태생의 의학자이다. 할레 대학을 졸업하고 파리에 유학하였다. 1840년 《안구(眼球) 내조직 비대에 의한 안구 돌출증》이라는 논문을 발표하였다. 이 논문은 '갑상선종', 즉 '바제도 병'을 밝혀낸 논문으로 유명하다.